# Alberga stadsbana
|  | Unknown BSicon "LSTR" |

|  | Station on track |

|  | Station on track |

|  | Station on track |

|  | Station on track |

|  | Unknown BSicon "ABZg+l" | Unknown BSicon "CONTfq" |

|  | Station on track |

|  | Track change |

|  | Station on track |

|  | Station on track |

|  | Track change |

|  | End station |

|  | Unknown BSicon "LSTR" |

|  | Station on track |

|  | Station on track |

|  | Station on track |

|  | Station on track |

|  | Unknown BSicon "ABZg+l" | Unknown BSicon "CONTfq" |

|  | Station on track |

|  | Track change |

|  | Station on track |

|  | Station on track |

|  | Track change |

|  | End station |

Alberga stadsbana är en del av det finländska järnvägsnätet och sträcker sig från Helsingfors centralstation via Hoplax järnvägsstation till Alberga järnvägsstation. Banan betjänar huvudstadsregionens närtrafik och den blev klar i augusti 2001. Den går parallellt med Kustbanan Åbo-Helsingfors och utgör i praktiken spår 3 och 4 på Kustbanan. Stadsbanan kommer att utökas med två spår i samband med byggandet av Esbo stadsbana, som beräknas vara klar 2028.

## Stationer

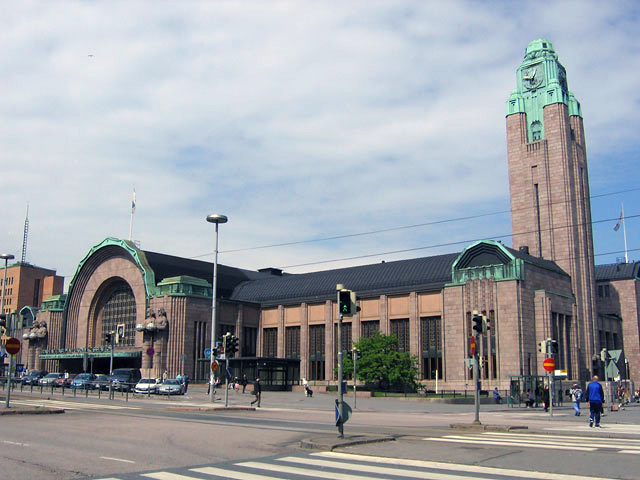
Helsingfors
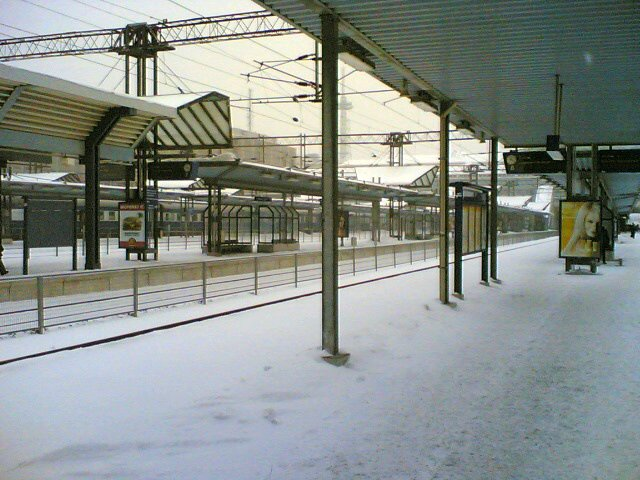
Böle
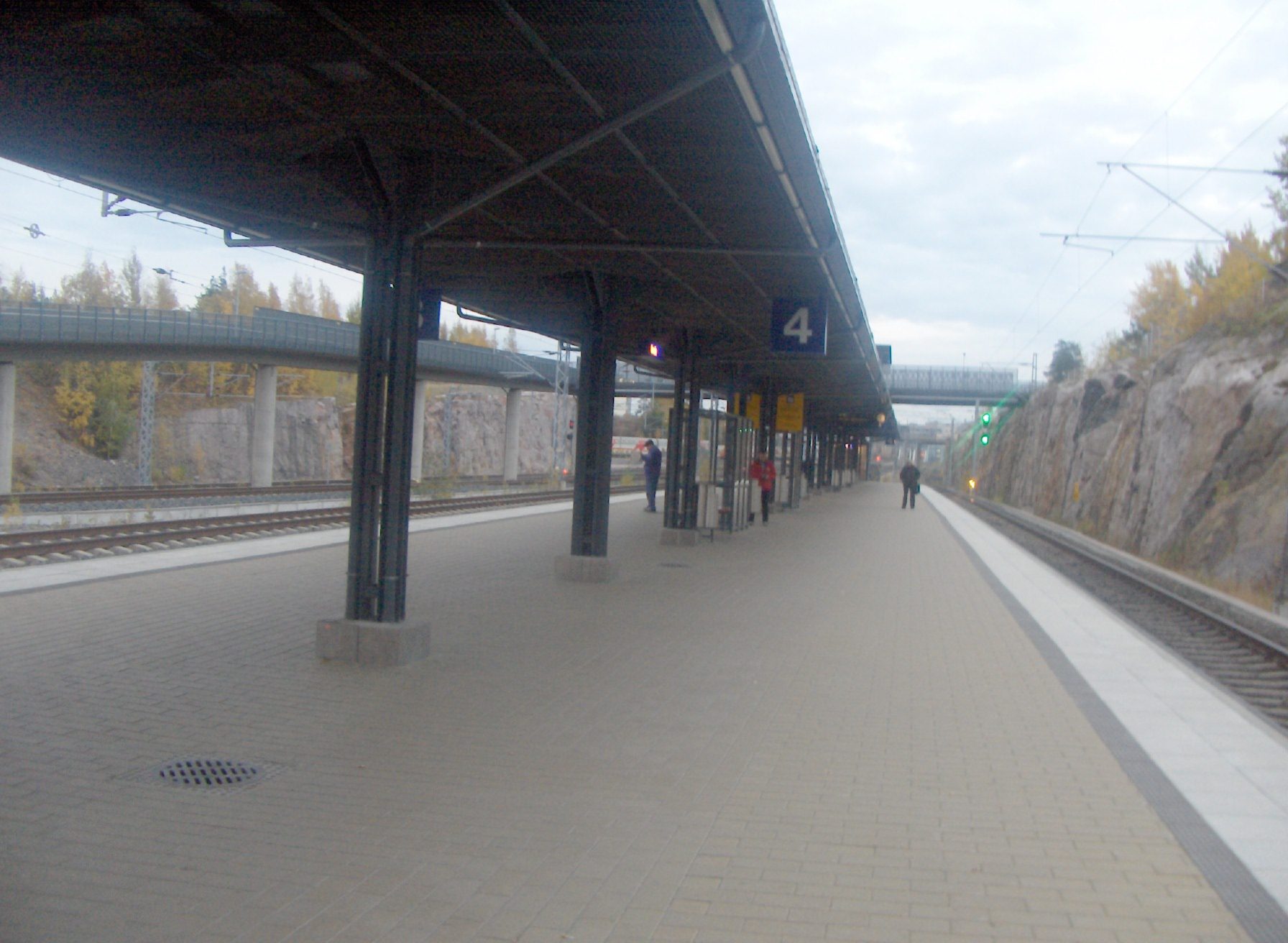
Ilmala
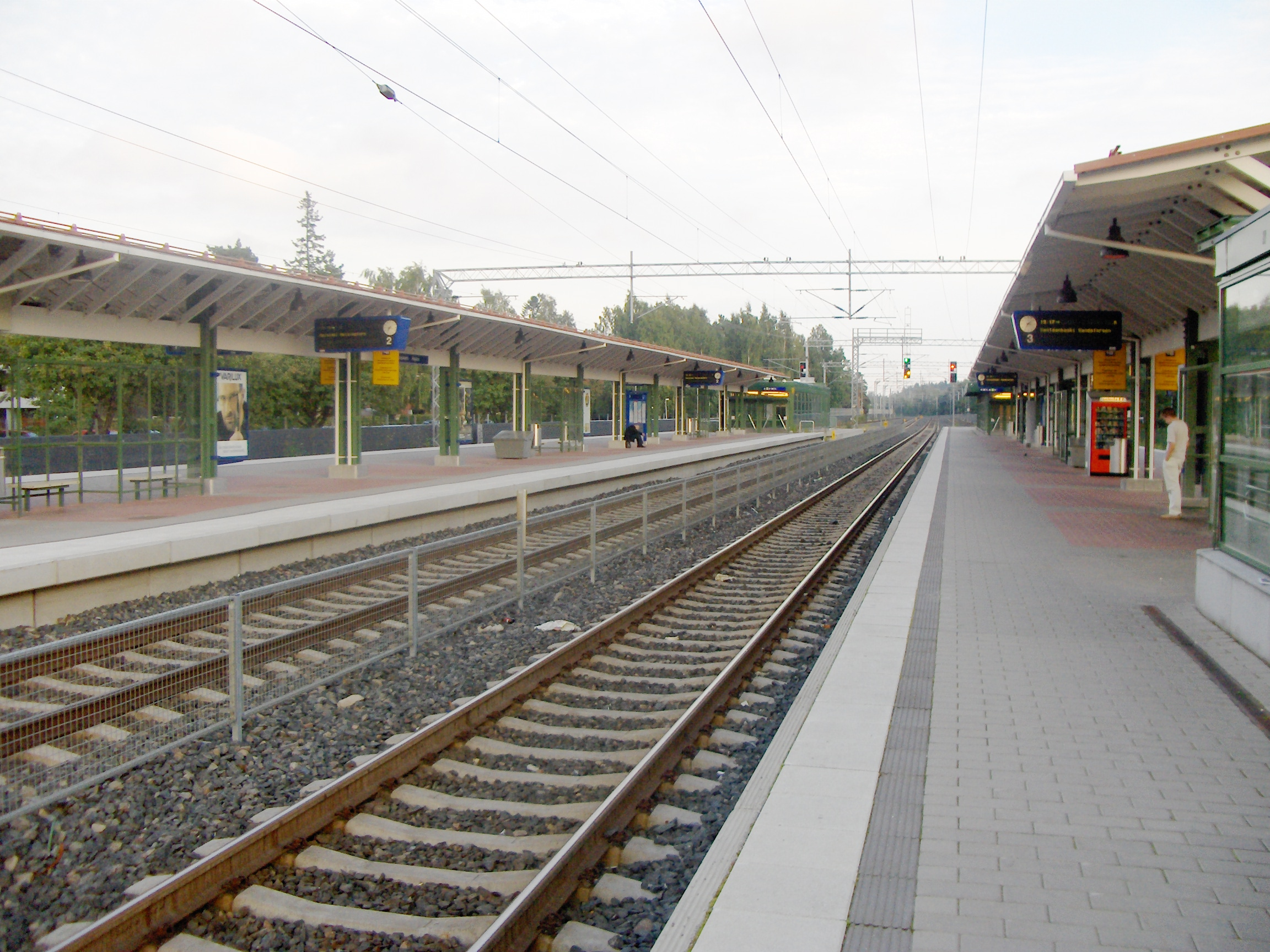
Hoplax
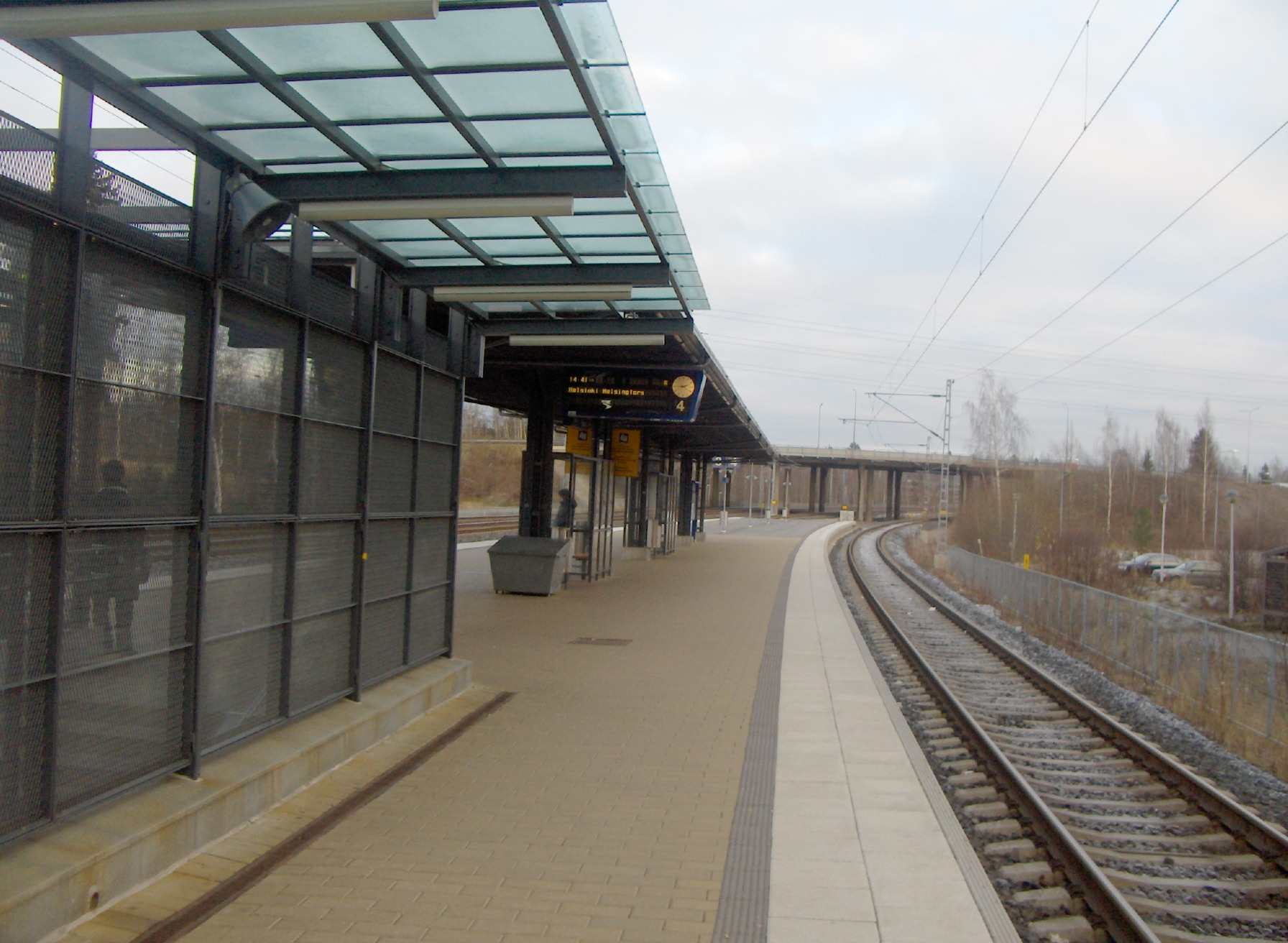
Gjuteriet
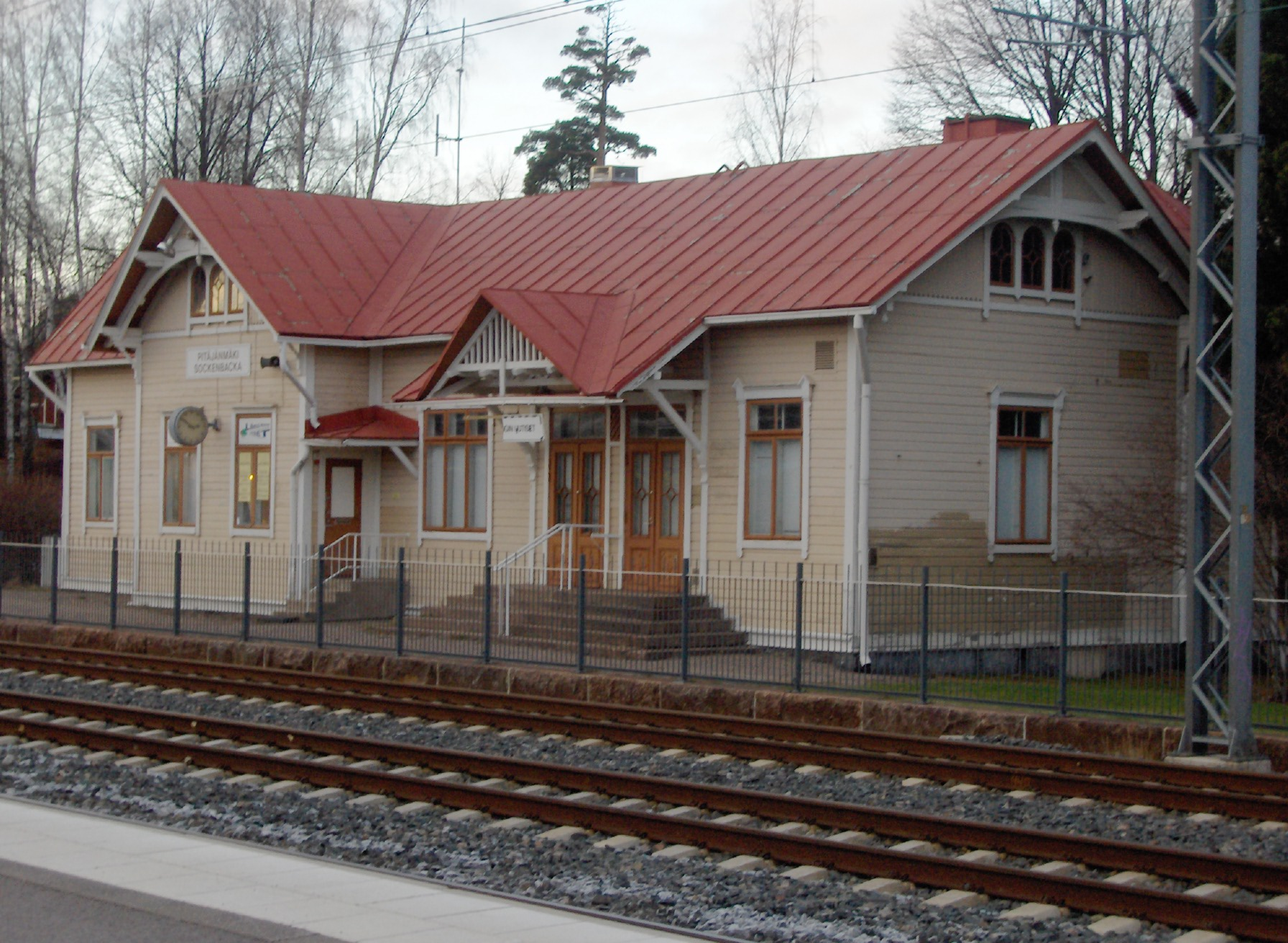
Sockenbacka
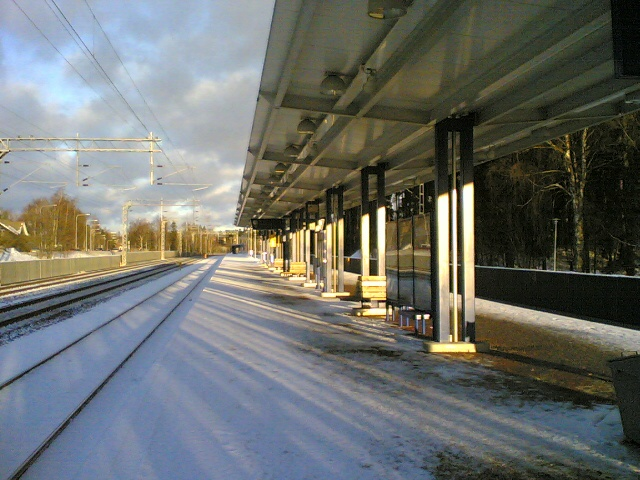
Mäkkylä
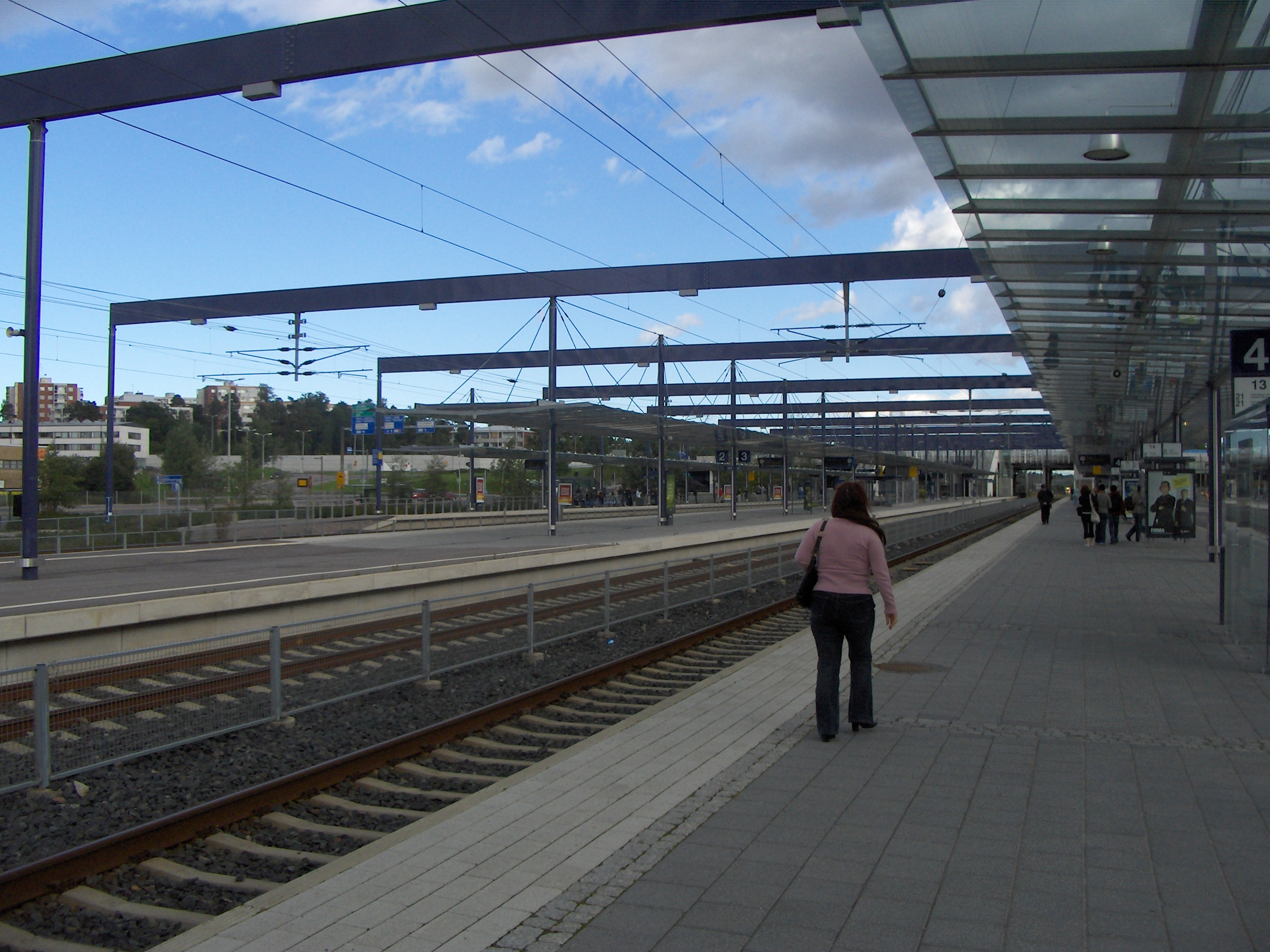
Alberga